# Geneston
Geneston è un comune francese di 3 531 abitanti situato nel dipartimento della Loira Atlantica nella regione dei Paesi della Loira.

## Società

### Evoluzione demografica
Abitanti censiti

## Legame di amicizia
Il comune di Geneston intrattiene un legame di amicizia con:
- Fénis, Valle d'Aosta